# Психонавтика

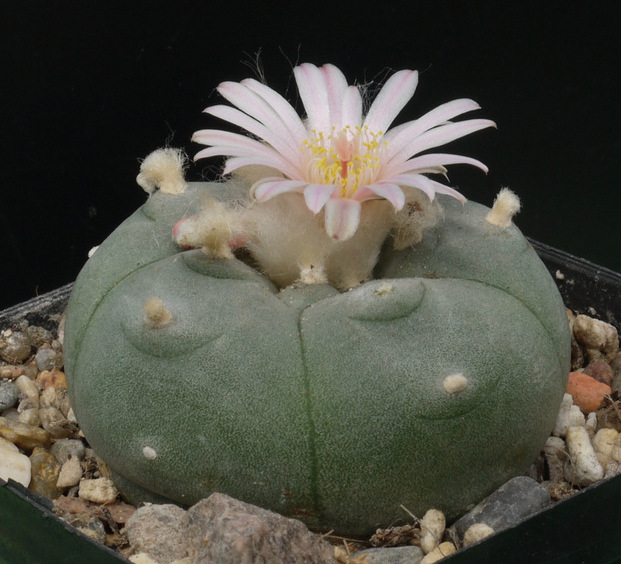
Кактус пейот использовался индейскими племенами Мексики в ритуальных и церемониальных целях на протяжении как минимум пары тысячелетий.

Психона́втика (от др.-греч. ψυχή — «дух», «душа», «сознание» и ναύτης «мореплаватель», «моряк» — буквально «мореплаватель в разуме/сознании») — этот термин относят к методологии описания и объяснения субъективных эффектов изменённых состояний сознания (ИСС), включающих те, которые вызываются психоактивными веществами, и к парадигме исследований ситуаций, в которых исследователь добровольно погружает себя в изменённое состояние с помощью подобных техник для того, чтобы изучать человеческий опыт и существование. Обычно психонавты углубляются в свои внутренние психические «миры» и достигают ИСС в целях трансформации своей психики, либо же для экспериментального её изучения.
Изначально слово «психонавтика» было предложено Джонатаном Оттом в качестве описания экспериментов с психоактивными веществами людей. Затем, в 1970 году, от него образовалось слово «психонавт», которое было впервые использовано Эрнстом Юнгером в книге нем. «Annäherungen. Drogen und Rausch» («Сближение: наркотики и опьянение»).
Одной из самых известных книг о психонавтике является «Двери восприятия» Олдоса Хаксли.
В настоящее время пейот и аяуаска используются психонавтами в целях исследования собственной психики. Данные энтеогены имеют долгую историю использования индейскими племенами. Сейчас они используются по всему миру психонавтами для достижения трансперсональных переживаний, для медитативных практик, а также для психоделической психотерапии.